# 义乌会馆 (兰溪)
兰溪义乌会馆又名稠州公所，位于中华人民共和国浙江省金华市兰溪市云山街道大云山北麓、云山路90号（原兰溪县城东门安政门外），为义乌商人在兰溪集资建造的同乡会馆。今已重修后作为兰溪乡贤馆对外开放。

## 建筑
兰溪义乌会馆建筑建于清代，坐南朝北，分为两进，各进均为五间，硬山顶，外为八字牌楼式砖雕门楼，内设戏台，设计符合声学原理，共鸣声和谐宏亮。

## 保护
1996年10月3日，义乌会馆公布为第三批兰溪市文物保护单位。
2017年1月，义乌会馆公布为第七批浙江省文物保护单位。   
- 西北全景，背景为大云山顶之能仁塔
- 大门东北侧